# Palaeomolis pomona
Palaeomolis pomona là một loài bướm đêm thuộc phân họ Arctiinae, họ Erebidae.